# Écluse de Guyer
Pour les articles homonymes, voir Guyer.

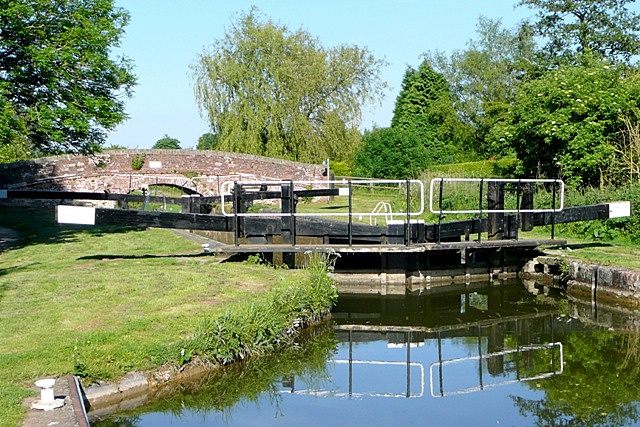
Écluse de Guyer

L’écluse de Guyer est une écluse sur le canal Kennet et Avon, située entre Kintbury et Newbury, dans le Berkshire, en Angleterre.
L'écluse de Guyer a été construite entre 1718 et 1723 sous la direction de l'ingénieur John Hore de Newbury. Le canal est administré par la British Waterways. L’écluse permet de franchir un dénivelé de 2,10 m (7 pi).
Cet ouvrage est classé grade II